# Konrad von Unruh
Konrad von Unruh (* 1. August 1920 in Eisenach; † 12. September 2001 in  Gotha) war ein deutscher Parteifunktionär der DDR-Blockpartei NDPD. Er war Vorsitzender des Bezirksvorstandes Suhl und Mitglied des Hauptausschusses der NDPD.

## Leben
Konrad von Unruh, Sohn des  Eisenbahndirektors Hans Curt von Unruh, besuchte die Volksschule und das Gymnasium. Er absolvierte eine Lehre als kaufmännischer Angestellter und arbeitete in diesem Beruf. Während des Zweiten Weltkriegs leistete er Kriegsdienst in der Wehrmacht und geriet in Kriegsgefangenschaft.
Nach der Rückkehr in die Sowjetische Besatzungszone arbeitete er als Lehrer. Er wurde 1948 Mitglied der NDPD und Abteilungsleiter des NDPD-Landesvorstandes Thüringen. Von 1949 bis 1952 gehörte er dem Zentralrat der Freien Deutschen Jugend (FDJ) als Mitglied an. Von 1950 bis 1952 war Politischer Geschäftsführer des NDPD-Landesvorstandes Sachsen. Am 4. Mai 1951 rückte er für Hans Rüdiger als Abgeordneter in den Sächsischen Landtag nach.
Von 1952 bis 1955 fungierte er als Vorsitzender des NDPD-Bezirksverbandes Suhl. Gleichzeitig war er Mitglied des Hauptausschusses der NDPD und Abgeordneter des Bezirkstages Suhl. Von 1952 bis 1955 war er auch Vorsitzender des Bezirksvorstandes Suhl der Gesellschaft für Deutsch-Sowjetische Freundschaft. Ein Studium schloss er 1954 als Diplom-Gesellschaftswissenschaftler ab. Von 1958 bis 1982 arbeitete er als Chefredakteur der NDPD-Regionalzeitung Thüringer Neueste Nachrichten und anschließend als Leiter des Verlages dieser Zeitung. Von 1962 bis 1982 war er Mitglied des Zentralvorstandes des Verbandes der Journalisten der DDR. Ab 1963 war er stellvertretender Vorsitzender des NDPD-Bezirksvorstandes Erfurt und zeitweise Vorsitzender der Stadtleitung Weimar des Kulturbundes der DDR. Außerdem war er ab 1966 Mitglied des Präsidiums der Liga für die Vereinten Nationen in der DDR.